# طيماوس (أفلاطون)
طِيمَاوُس هي إحدى محاورات أفلاطون. كتب حوالي عام 360 قبل الميلاد وتبعه حوار كريتياس.
فيها يُتناول موضوع الطبيعة ونشأة الكون والخالق. نقلها إلى العربية يحيى بن البطريق. ومن بين المشاركين في الحوار سقراط، تيماوس من لوكري، هرموكراتس، كريتياس. ويعتقد بعض العلماء أن كريتياس الذي يظهر في هذا الحوار ليس كريتياس من الطغاة الثلاثين، ولكن جده الذي يدعى أيضا كريتياس. يعتقد أن هذا الحوار تيماوس أثر بكتاب حول فيثاغورس، والذي كتبه فيلولاوس.

## الكتاب في جدرانية لوحة أثينا

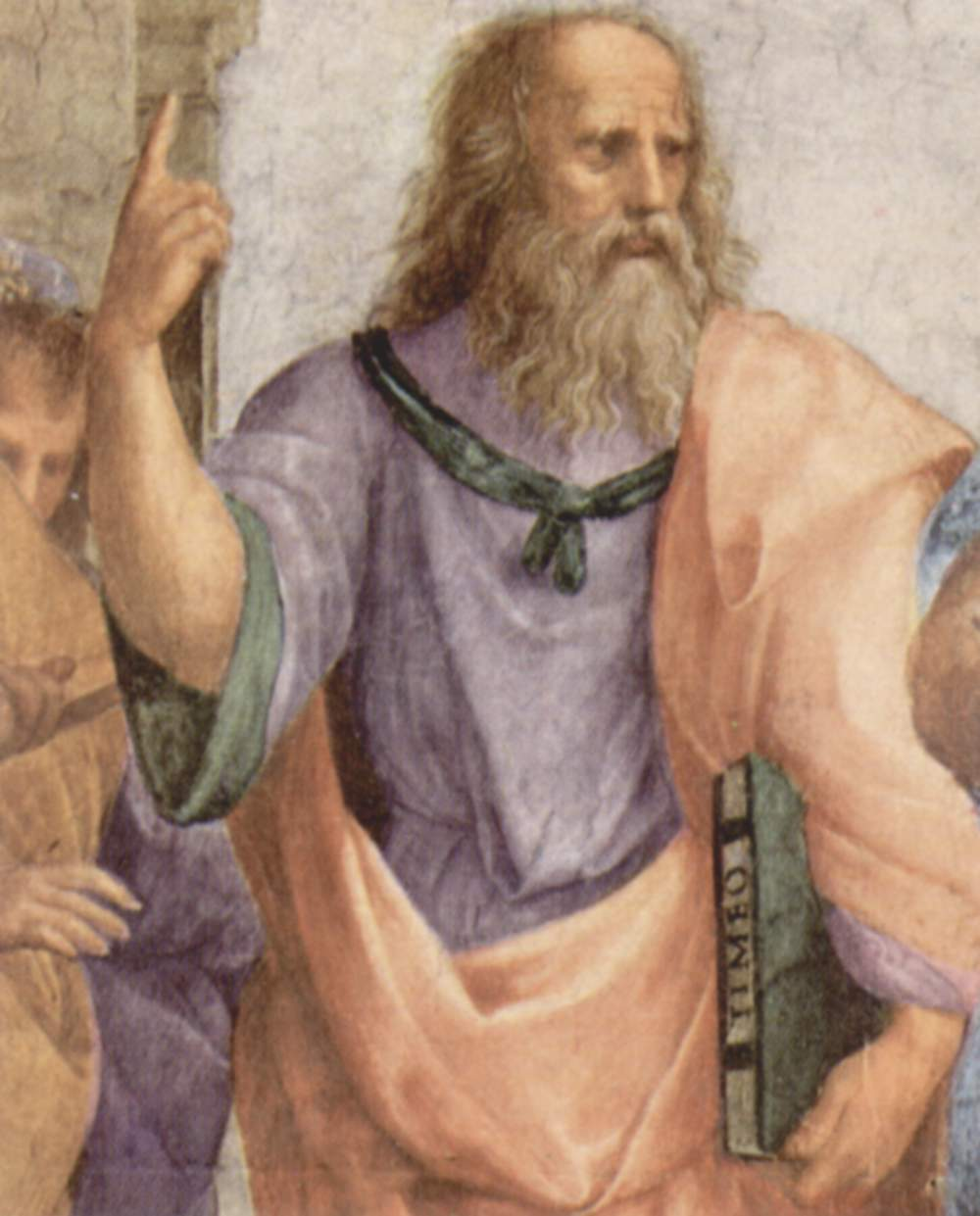
يظهر أفلاطون في جدرانية مدرسة أثينا التي رسمها رافائيل في الفاتيكان، حاملا لكتاب طيماوس بيده اليسرى، بينما تشير يده اليمنى نحو السماء.

في جدرانية مدرسة أثينا، التي رسمها الرسام الإيطالي رافائيل، يظهر في المركز أرسطو وعلى جانبه الأيمن أفلاطون. أفلاطون يحمل نسخة من كتاب تيماوس.